# Massa (fiume)
Il Massa è un torrente del sud della Svizzera.
Nasce dalla lingua del ghiacciaio dell'Aletsch a circa 1500 metri di altitudine, quindi scorre in direzione sud, ed è sfruttato per la produzione di energia idroelettrica, dalla diga di Gebidem, continua il suo corso verso sud e confluisce nel Rodano. Il suo regime è prevalentemente torrentizio.